# 9 rota
9 rota (9 Рота) är en rysk krigsfilm från 2005 i regi av Fjodor Bondartjuk. Den handlar om slaget om höjd 3234 under afghansk-sovjetiska kriget, då utnumrerade ryska fallskärmsjägare försvarade sig mot en mångdubbelt större styrka med afghanska mujaheddin.

## Medverkande
- Fjodor Bondartjuk som Chochol
- Aleksej Tjadov som Vorobej
- Michail Jevlanov som Rjaba
- Artjom Michalkov som Stas
- Konstantin Krjukov som Gioconda
- Artur Smoljaninov som Ljutyj
- Michail Poretjenkov som Praporstjik Dygalo
- Irina Rachmanova som Belosnesjka

## Mottagande
Filmen slog publikrekord i Ryssland. Vladimir Putin kallade den en "mycket bra film" och jämförde den med Krig och fred från 1966–1967, regisserad av Fjodor Bondartjuks far, Sergej Bondartjuk. Den tilldelades Guldörnen för bästa film, foto, originalmusik och ljud.